# Maven Huffman
Maven Klint Huffman (* 26. listopadu 1976) je americký profesionální wrestler nejvíce známý pro své působení ve World Wrestling Entertainment (WWE) mezi říjnem 2001 a 5. červencem 2005 pod jménem Maven. V roce 2008 se stal moderátorem NFL Pro Football Fan Shop na Home Shopping Network.

## Ve wrestlingu
- Ukončovací chvaty
  - Halo DDT (Second or top rope spike DDT)
  - Missile dropkick
  - M–Plosion (Double knee backbreaker)
- Další chvaty
  - Arm drag
  - Bulldog
  - Clothesline
  - Diving crossbody
  - Dropkick
  - Moonsault
  - Reverse Russian Legsweep
- Manažeři
  - Al Snow
  - Nidia
  - Simon Dean
- Theme songy
  - "Tattoo" od Big Mother Thruster a Mercy Drive

## Šampionáty a ocenění
- Pro Wrestling Illustrated
  - PWI Nováček roku (2002)
  - 88. místo v žebříčku Top 500 wrestlerů PWI 500 v roce 2003
- World Wrestling Federation
  - WWF Hardcore šampionát (3krát)
  - WWF Tough Enough I s Nidiou Guenardovou